# Marquesado de Benavent

Escudo de Benavent de Lérida, provincia de Lérida.

El Marquesado de Benavent es un título nobiliario español creado el 8 de junio de 1703 por el rey Felipe V a favor de Martín de Sabater y Agullana, señor de Benavent de Segriá (Lérida).

## Nota
Este Título fue rehabilitado en 1915 por Luis de Sentmenat y Sentmenat, hijo de Ramón de Sentmenat y Sáenz-Ramírez, VIII marqués de Castelldosríus grande de España, y de su esposa Luisa de Sentmenat y de Gallart, al haber renunciado a los derechos del título Alexandre de Riquer e Ynglada, hijo del VI marqués de Benavent. 

## Titulares
|                                 | Titular                                     | Periodo               |                       |                       |
| Creación por Felipe V           | Creación por Felipe V                       | Creación por Felipe V | Creación por Felipe V | Creación por Felipe V |
| ------------------------------- | ------------------------------------------- | --------------------- | --------------------- | --------------------- |
| I                               | Martín de Sabater y Aguillana               | 1703-1711             |                       |                       |
| II                              | Antón de Sabater y de Copons                | 1711-1744             |                       |                       |
| III                             | María Teresa de Sabater y de Copons         | 1744-1750             |                       |                       |
| IV                              | Felipe Mariano de Riquer y de Sabater       | 1750-1794             |                       |                       |
| V                               | Francisco de Borja de Riquer y de Ros       | 1794-1849             |                       |                       |
| VI                              | Martín de Riquer y de Comelles              | 1849-1888             |                       |                       |
| Rehabilitación por Alfonso XIII |                                             |                       |                       |                       |
| VII                             | Luis de Sentmenat y Sentmenat               | 1915-1933             |                       |                       |
| VIII                            | María de la Concepción de Sentmenat y Güell | 1933-1952 -1970       |                       |                       |
| IX                              | Juan de Sentmenat y Urruela                 | 1972-actual titular   |                       |                       |

## Genealogía
- Martín de Sabater y Aguillana (-1711), I marqués de Benavent.

1. Casó con Teresa Copons y de Grimau. Le sucedió su hijo:

- Antón de Sabater y de Copons (-1744), II marqués de Benavent.

1. Casó primera vez con Mariana de Amat y de Junyent y casó segunda vez con María Francisca de Meca y de Vega, sin descendientes. Le sucedió su hermana:

- María Teresa de Sabater y de Copons (-1750), III marquesa de Benavent.

1. Casó con Baltasar de Riquer y de Guiu. Le sucedió su hijo:

- Felipe Mariano de Riquer y de Sabater (1713-1794), IV marqués de Benavent.

1. Casó con Juana de Ros y Delpás. Le sucedió su hijo:

- Francisco de Borja de Riquer y de Ros (1768-1849), V marqués de Benavent.

1. Casó con María del Carmen Gallegos Dávalos, V condesa de Casa Dávalos. Le sucedió, de su hijo Francisco de Borja de Riquer y Gallegos y de su esposa Mariana de Comelles y Sanromá, el hijo de ambos, por tanto su nieto paterno:

- Martí de Riquer y de Comelles (1820-1888), VI marqués de Benavent, VI conde de Casa Dávalos.

1. Casó con Elisea de Inglada y Moragas. Su hijo, Alexandre de Riquer e Ynglada, VII conde de Casa Dávalos, renunció a sus derechos al Marquesado en favor de Luis de Sentmenat y Sentmenat, sobrino nieto del V marqués de Benavent, que rehabilitó a su favor el título, convirtiéndose en el VII marqués de Benavent.

Rehabilitado en 1915 por:
- Luis de Sentmenat y Sentmenat (-1933), VII marqués de Benavent. Soltero y sin descendientes. Le sucedió, de su hermano Carlos de Sentmenat y Sentmenat, IX marqués de Castelldosríus grande de España, II marqués de Orís (rehabilitado en 1915), XXV barón de Santa Pau (rehabilitado en 1916), y de su esposa Isabel Güell y López, la hija de ambos, por tanto su sobrina paterna:

- María de la Concepción de Sentmenat y Güell (1904-1970), VIII marquesa de Benavent.

1. Casó con Álvaro Príes y Gross, sin descendencia. Le sucedió, en 1972, de su hermano Félix de Sentmenat y Güell, X marqués de Castelldosríus grande de España, III marqués de Orís, XXVI barón de Santa Pau, y de su esposa María de los Remedios de Urruela y Sanllehy, el hijo de ambos, por tanto su sobrino paterno:

- Juan de Sentmenat y Urruela (Barcelona, 21 de agosto de 1936 -), IX marqués de Benavent.

1. Casó primera vez con María de las Mercedes Bertrand y Marfa y casó segunda vez con María del Carmen Noguera de Erquiaga.

ACTUAL MARQUÉS DE BENAVENT